# Акаро (гора)
Акаро — горная вершина в восточной части Большого Кавказа, в Дагестане, находится на территории Хунзахского района к юго-западу от Хунзаха. Высота над уровнем моря 2194 м. В 2019 году в Хунзахском районе на Первый май совершили пеший поход на гору «Акаро».

## Археологические памятники
В 1976 году в ходе работ грузино-дагестанской археологической экспедиции на горе был раскопан подземный археологический памятник — остатки христианского храма X—XIV веков. По найденным на месте раскопок надписям, храм получил название «Святых Двенадцати Апостолов».